# Ligação dinâmica
Em computação, uma ligação dinâmica é a parte de um sistema operacional que carrega e vincula as bibliotecas compartilhadas necessárias por um executável quando ele é executado (em "tempo de execução"), por meio da cópia do conteúdo das bibliotecas de um armazenamento persistente para a RAM, e preenchimento de tabelas de salto e realocação de ponteiros. O sistema operacional específico e o formato executável determinam como a ligação dinâmica funciona e como ela é implementada.